# チョルバ
チョルバ（ラテン文字: Chorba、トルコ語: çorba チョルバ [tʃoɾˈba]、ルーマニア語: ciorbă チョルバ [ˈt͡ʃorbə]、ロシア語: шурпа シュルパ [ʂurˈpa]、キルギス語: шорпо ショルポ [ʃorpó]、カザフ語: сорпа スルパ [su̯ʊrpɑ́]、ウズベク語: шурбо シュルヴァ）は、東ヨーロッパ、アルジェリア、中央アジア、中東、南アジア地域で食されているスープもしくはシチューの一種である。ショルバという語 (ウルドゥー語: شوربہ; ヒンディー語: शोरबा) は単に出汁を意味する。中国の新疆ウイグル自治区では、スルパ（Xurpa）として知られている。

## 語源
チョルバやシュルパ、ショルバは、「飲む」を意味するセム語派の語根 "Š-R-B" から派生したアラビア語のショールバ（شوربة）に由来する。しかし、食の百科事典『オックスフォード食の大辞典』では、ペルシア語の「shor」（塩辛い）と「ba」（煮込み）に由来するとしている。

## トルコ
トルコでは、チョルバは幅広い意味を持つ。文字通りの意味はスープであるが、様々な食材を使用したスープを指すことが多い。以下に有名なチョルバの種類を挙げる。
| スープ名                                            | 訳                                 | 食材                              |
| --------------------------------------------------- | ---------------------------------- | --------------------------------- |
| イシュケンベ・チョルバス（İşkembe çorbası）         | 胃のスープ                         | ウシのトライプ                    |
| タルハナ・チョルバス（Tarhana çorbası）             | 貧しい家庭のスープ                 | 穀粉、ヨーグルト、豆、トウガラシ  |
| メルジメク・チョルバス（Mercimek çorbası）          | レンズ豆のスープ                   | レンズ豆                          |
| エゾゲリン・チョルバス（Ezogelin çorbası）          | 新嫁エゾのスープ                   | 穀物、トマト、野菜                |
| ヨウルト/ヤイラ・チョルバス（Yoğurt/Yayla çorbası） | ヨーグルト/高原のスープ            | ヨーグルト、野菜、米 (冷製スープ) |
| タウク・スユナ・チョルバ（Tavuk suyuna çorba）      | 鶏出汁のスープ                     | 鶏肉、チキンブイヨン、穀物、豆    |
| シェフリイェ・チョルバス（Şehriye çorbası）         | リゾーニやヴェルミチェッリのスープ | 穀物、鶏肉、トマト                |
| バルク・チョルバス（Balık çorbası）                 | 魚のスープ                         | 魚                                |

オスマン帝国のイェニチェリの軍団では、チョルバを共に食べることは極めて重要な象徴的な意味を持ち、大隊指揮官はチョルバジ（スープ係、食料係）という称号を与えられた。トルコではチョルバが二日酔い防止に非常に効果があると広く信じられているため、現代においても飲酒した後にチョルバ、特にイシュケンベ・チョルバを出す飲食店に行くのは一般的である。

## ルーマニア、モルドバ、バルカン半島
ルーマニアとモルドバでは、チョルバは野菜や肉を多く用いた濃厚なスープで、シチューや具の少ないスープとは区別される。ふすま（小麦の糠）を発酵させて作るボルシュ（borş）という調味料を入れ、酸味をつけるのが特徴である。最も有名な料理はチョルバ・デ・ブルタ（ciorbă de burtă, 胃袋のスープ）とチョルバ・デ・ファソレ（ciorbă de fasole, インゲンマメのスープ）である。
ブルガリア料理でもスープをチョルバ（ブルガリア語: Чорба）と呼ぶ。トライプを用いたシュケンベ・チョルバ（Шкембе чорба）や白インゲンマメのボブ・チョルバ（Боб чорба）などがある。

## 中央アジア
キルギス料理とカザフスタン料理では、ショルポとスルパは出汁を広く指す言葉で、茹でたヒツジの部位から作るショルポが一般的である。
トルクメニスタン料理ではチョルバ、タジキスタン料理ではシュルボ（シュルポ）と呼ばれる。

## その他
- ユダヤ料理ではチョルバ（tschorba, tchorba）として知られている。
- パキスタン料理とインド料理ではショルバとして知られ、スープもしくは出汁を意味する。
- セルビア料理、マケドニア料理、ボスニア・ヘルツェゴヴィナ料理ではチョルバ（Čorba, Чорба）として知られている。
- 南インドではショルヴァもしくはシェルヴァとして知られている。